# SG Blau-Gold Braunschweig
Die SG Blau-Gold Braunschweig ist ein Mehrspartensportverein in Braunschweig.

## Geschichte
Die SG Blau-Gold Braunschweig wurde 1953 gegründet. Besonders im Badminton errang der Verein nationale und internationale Erfolge. Derzeit werden in der SG die Sportarten Badminton, Gymnastik, Schach, Schwimmen, Tischtennis und Turnen angeboten.

## Erfolge
| Saison    | Veranstaltung                        | Disziplin    | Platz | Name                                                                           |
| --------- | ------------------------------------ | ------------ | ----- | ------------------------------------------------------------------------------ |
| 1959/1960 | Niedersächsische Einzelmeisterschaft | Herreneinzel | 02    | Dieter Bock (Blau-Gold Braunschweig)                                           |
| 1959/1960 | Niedersächsische Einzelmeisterschaft | Herrendoppel | 02    | Dieter Bock / Mühlnickel (Blau-Gold Braunschweig)                              |
| 1960/1961 | Niedersächsische Einzelmeisterschaft | Herreneinzel | 01    | Dieter Bock (Blau-Gold Braunschweig)                                           |
| 1960/1961 | Deutsche Einzelmeisterschaft U18     | Herreneinzel | 01    | Wolfgang Bochow (Blau-Gold Braunschweig)                                       |
| 1960/1961 | Niedersächsische Einzelmeisterschaft | Herrendoppel | 01    | Bock / Mühlnickel (Blau-Gold Braunschweig)                                     |
| 1961/1962 | Deutsche Einzelmeisterschaft U18     | Herreneinzel | 01    | Wolfgang Bochow (Blau-Gold Braunschweig)                                       |
| 1961/1962 | Niedersächsische Einzelmeisterschaft | Herreneinzel | 02    | Dieter Bock (Blau-Gold Braunschweig)                                           |
| 1961/1962 | Niedersächsische Einzelmeisterschaft | Herrendoppel | 02    | Dieter Bock / Peter Römermann (Blau-Gold Braunschweig / BC Comet Braunschweig) |
| 1962/1963 | Deutsche Einzelmeisterschaft         | Herreneinzel | 01    | Wolfgang Bochow (SG Blau Gold Braunschweig)                                    |
| 1962/1963 | Deutsche Einzelmeisterschaft         | Herrendoppel | 03    | Wolfgang Bochow / Dieter Bock (Blau-Gold Braunschweig)                         |
| 1962/1963 | Niedersächsische Einzelmeisterschaft | Herreneinzel | 01    | Wolfgang Bochow (Blau-Gold Braunschweig)                                       |
| 1962/1963 | Norddeutsche Meisterschaft           | Herreneinzel | 01    | Wolfgang Bochow (Blau-Gold Braunschweig)                                       |
| 1962/1963 | Niedersächsische Einzelmeisterschaft | Herrendoppel | 01    | Wolfgang Bochow / Bork (Blau-Gold Braunschweig)                                |
| 1963/1964 | Niedersächsische Einzelmeisterschaft | Herreneinzel | 01    | Wolfgang Bochow (Blau-Gold Braunschweig)                                       |
| 1963/1964 | Norddeutsche Meisterschaft           | Herreneinzel | 01    | Wolfgang Bochow (Blau-Gold Braunschweig)                                       |
| 1963/1964 | Deutsche Einzelmeisterschaft         | Herreneinzel | 01    | Wolfgang Bochow (SG Blau Gold Braunschweig)                                    |
| 1964/1965 | Norddeutsche Meisterschaft           | Mixed        | 01    | Wolfgang Bochow / Vera Föstermann (Blau-Gold Braunschweig / Hannover 96)       |
| 1964/1965 | Niedersächsische Einzelmeisterschaft | Mixed        | 01    | Wolfgang Bochow / Förstemann (Blau-Gold Braunschweig / Hannover 96)            |
| 1964/1965 | Norddeutsche Meisterschaft           | Herreneinzel | 01    | Wolfgang Bochow (Blau-Gold Braunschweig)                                       |
| 1964/1965 | Deutsche Einzelmeisterschaft         | Herreneinzel | 03    | Wolfgang Bochow (SG Blau Gold Braunschweig)                                    |
| 1967/1968 | Deutsche Einzelmeisterschaft U18     | Mixed        | 01    | Wolfgang Wagner / Jutta Schnelle (Blau-Gold Braunschweig)                      |
| 1980/1981 | Niedersächsische Einzelmeisterschaft | Mixed        | 01    | Jürgen Seide / Schneider (SF Salzgitter / BG Braunschweig)                     |
| 1981/1982 | Niedersächsische Einzelmeisterschaft | Herrendoppel | 01    | Römermann / Eberhardt (BG Braunschweig / TuS Hohnhorst)                        |
| 1993/1994 | Deutsche Einzelmeisterschaft O50     | Herreneinzel | 02    | Dietmar Unser (BG Braunschweig)                                                |